# Ingerophrynus
Ingerophrynus là một chi động vật lưỡng cư trong họ Bufonidae, thuộc bộ Anura. Chi này có 11 loài và 18% bị đe dọa hoặc tuyệt chủng.

## Hình ảnh

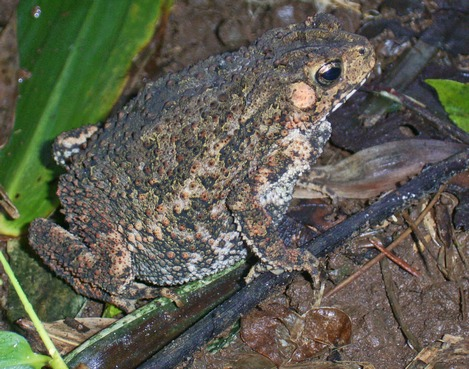
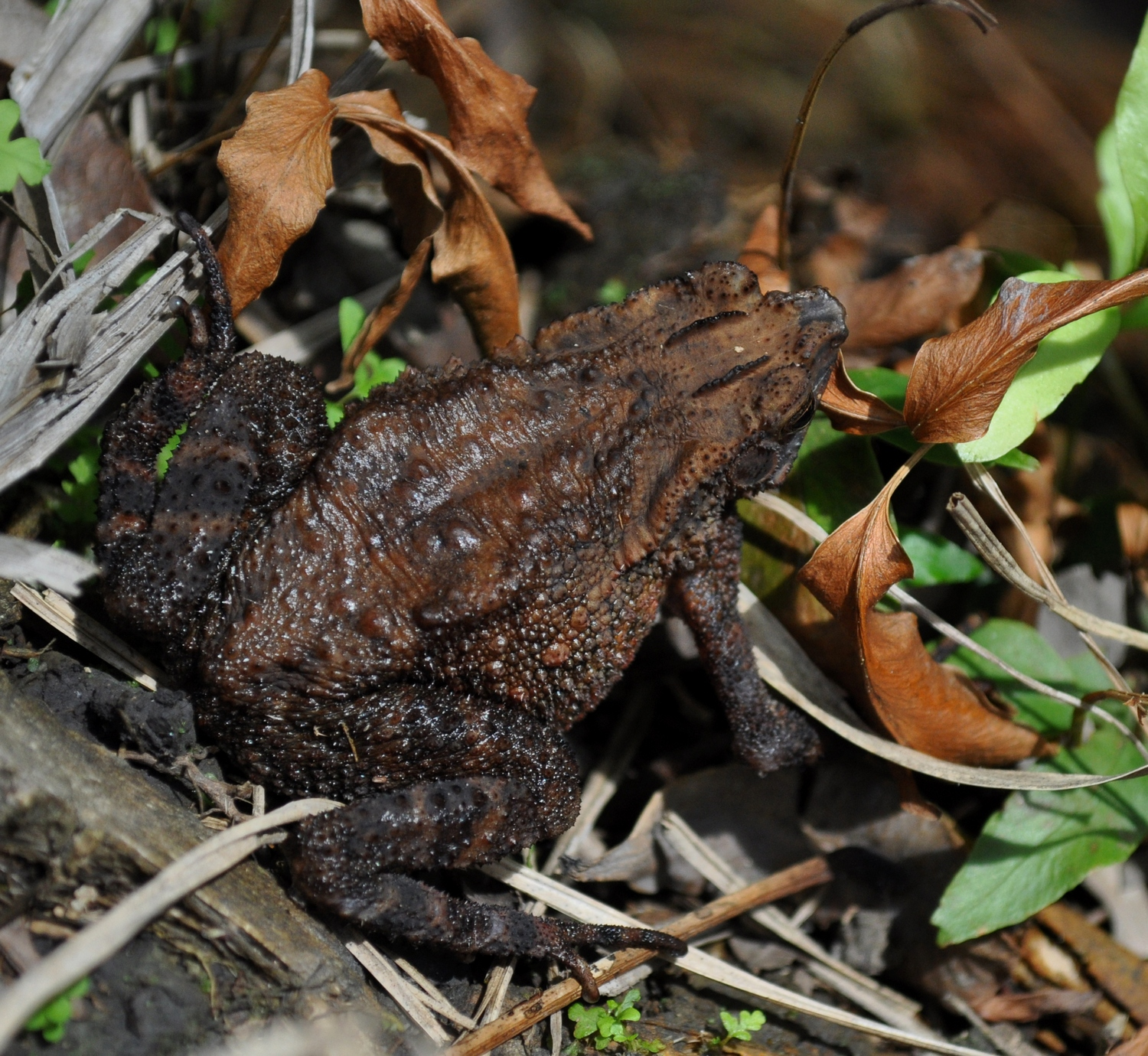